# Instituto dos Ferroviários do Sul e Sueste
El Instituto dos Ferroviários do Sul e Sueste es una asociación de beneficencia social, ubicada en la ciudad de Barreiro, en Portugal.

## Historia
Esta institución fue fundada en 1924, a partir de la antigua Caja de Viudas y Huérfanos de los Ferroviarios del Sur. En 1940, fue homenajeado con el grado de oficial de la Orden de la Formación Pública. El 19 de enero de 1971, fue visitada por el administrador de la Compañía de los Caminhos de Ferro Portugueses, Coronel Ferreira de Valença, y por el jefe del Servicio Nacional Ferroviario, André Navarro; en ese momento, la directora era Preciosa Augusta Matias.

## Características
Dirigido por funcionarios de los ferrocarriles, el Instituto tiene como principal objetivo proporcionar formación a los huérfanos de ferroviarios, y a la población necesitada en el Distrito de Setúbal.